# Tomophyllum sesquipinnatum
Tomophyllum sesquipinnatum är en stensöteväxtart som först beskrevs av Edwin Bingham Copeland, och fick sitt nu gällande namn av Barbara S. Parris. Tomophyllum sesquipinnatum ingår i släktet Tomophyllum och familjen Polypodiaceae. Inga underarter finns listade.